# Бубенко Павло Трохимович
Павло Трохимович Бубенко (*15 листопада 1954, Переволочна Чернігівської області) — український вчений-економіст, представник наукової школи регіональної інноваційної економіки та управління, доктор економічних наук, професор, член-кореспондент Академії економічних наук України. Автор більше 100 наукових праць, у тому числі 10-х монографій.

## Науковий вклад
П. Т. Бубенко вніс вагомий вклад у розвиток теорії сінергічної взаємодії та кластерної організації регіональних інноваційних систем, розвинув основи теорії інноваційного підприємництва і менеджменту. Ним розроблено і прийнято до реалізації сучасну інтегровану організаційно-економічну модель регіональної інноваційної системи, в основу якої покладені механізми державної підтримки у поєднанні зі стратегією саморозвитку елементів інноваційної інфраструктури, активного долучення інтелектуального потенціалу до ринків продуктивного капіталу. Ці роботи набули широкого визнання наукових кіл та отримали схвальну оцінку з боку Уряду країни.

## Наукові напрямки
Сферою його наукових інтересів є проведення наукових досліджень по широкому спектру інституційних проблем сучасної економіки та інноватики:
- науково-методологічне обґрунтування впливу процесів глобалізації і регіоналізації на стан науково-виробничих комплексів;
- розвиток теорії і практики управління науково-технічною й інноваційною сферами на національному і регіональному рівнях;
- розробка стратегічних програм і планів розвитку регіональних соціально-економічних систем;
- наукові дослідження процесів капіталізації нематеріальних, інтелектуальних активів, адаптації виробництва наукової продукції до умов функціонування у ринковому середовищі;
- розвиток організаційно-економічних засад формування та реалізації науково-технічної політики на макро- і мезорівнях.

Наукова діяльність П. Т. Бубенка зосереджена здебільше на проблемах аналізу інституційних змін в регіональній економіці, пошуку ефективних шляхів вдосконалення державної і регіональної науково-технічної та інноваційної політики, можливостях підвищення ролі наукових центрів НАН України у формуванні та запровадженні сучасних організаційно-економічних механізмів регіонального інноваційного розвитку, визначенні шляхів адаптації інноваційного потенціалу регіону до ринкових умов тощо.
П. Т. Бубенко розробив і запропонував комплекс інституційних нормативно-методологічних положень стосовно впливу науково-технічної компоненти на зміст, характер і темпи інноваційних перетворень, принципів організації та управління регіональною науково-технічною сферою, побудови системи індикативного планування і регулювання інноваційних процесів, механізмів рейтингової оцінки науково-технічних проектів і моделей регіонального інноваційного розвитку.

## Науково-педагогічна діяльність
Професор Бубенко П. Т. приділяє значну увагу підготовці і вихованню наукових та інженерних кадрів, підготовці аспірантів і докторантів. Він очолює кафедру міської і регіональної економіки Харківської національної академії міського господарства, є професором кафедри організації виробництва та управління персоналом Національного технічного університету «Харківський політехнічний інститут».

## Науково-організаційна діяльність
Інтенсивну наукову діяльність П. Т. Бубенко поєднує з плідною науково-організаційною, як заступник голови — директор Північно-Східного наукового центру НАН і МОН України, член науково-координаційної ради Харківської облдержадміністрації, спеціалізованих рад із захисту докторських дисертацій, редакційних колегій ряду наукових видань.

## Відзнаки
За значний внесок у розвиток вітчизняної економічної науки нагороджений Почесною грамотою Кабінету Міністрів України, Почесною грамотою Президії НАН України, золотою медаллю Української федерації вчених.